# Neuve-Chapelle
Neuve-Chapelle és un municipi francès situat al departament del Pas de Calais i a la regió dels Alts de França. L'any 2007 tenia 1.373 habitants.

## Demografia

### Població
El 2007 la població de fet de Neuve-Chapelle era de 1.373 persones. Hi havia 456 famílies de les quals 44 eren unipersonals (20 homes vivint sols i 24 dones vivint soles), 129 parelles sense fills, 251 parelles amb fills i 32 famílies monoparentals amb fills.
La població ha evolucionat segons el següent gràfic:
Habitants censats

### Habitatges
El 2007 hi havia 469 habitatges, 455 eren l'habitatge principal de la família i 14 estaven desocupats. Tots els 469 habitatges eren cases. Dels 455 habitatges principals, 409 estaven ocupats pels seus propietaris, 42 estaven llogats i ocupats pels llogaters i 3 estaven cedits a títol gratuït; 4 tenien dues cambres, 21 en tenien tres, 78 en tenien quatre i 352 en tenien cinc o més. 408 habitatges disposaven pel capbaix d'una plaça de pàrquing. A 137 habitatges hi havia un automòbil i a 291 n'hi havia dos o més.

### Piràmide de població
La piràmide de població per edats i sexe el 2009 era:
| Homes | Edats   | Dones |
| ----- | ------- | ----- |
| 0     | 95 o +  | 0     |
| 0     | 90 a 94 | 0     |
| 4     | 85 a 89 | 8     |
| 0     | 80 a 84 | 0     |
| 12    | 75 a 79 | 16    |
| 12    | 70 a 74 | 16    |
| 16    | 65 a 69 | 8     |
| 16    | 60 a 64 | 16    |
| 12    | 55 a 59 | 8     |
| 32    | 50 a 54 | 32    |
| 24    | 45 a 49 | 52    |
| 52    | 40 a 44 | 24    |
| 48    | 35 a 39 | 56    |
| 44    | 30 a 34 | 40    |
| 16    | 25 a 29 | 36    |
| 12    | 20 a 24 | 16    |
| 44    | 15 a 19 | 44    |
| 60    | 10 a 14 | 44    |
| 36    | 5 a 9   | 40    |
| 16    | 0 a 4   | 24    |

## Economia
El 2007 la població en edat de treballar era de 930 persones, 708 eren actives i 222 eren inactives. De les 708 persones actives 668 estaven ocupades (364 homes i 304 dones) i 40 estaven aturades (21 homes i 19 dones). De les 222 persones inactives 61 estaven jubilades, 109 estaven estudiant i 52 estaven classificades com a «altres inactius».

### Ingressos
El 2009 a Neuve-Chapelle hi havia 458 unitats fiscals que integraven 1.343 persones, la mediana anual d'ingressos fiscals per persona era de 21.354 €.

### Activitats econòmiques
Dels 25 establiments que hi havia el 2007, 1 era d'una empresa alimentària, 4 d'empreses de construcció, 5 d'empreses de comerç i reparació d'automòbils, 2 d'empreses de transport, 2 d'empreses d'hostatgeria i restauració, 1 d'una empresa d'informació i comunicació, 1 d'una empresa financera, 1 d'una empresa immobiliària, 2 d'empreses de serveis, 1 d'una entitat de l'administració pública i 5 d'empreses classificades com a «altres activitats de serveis».
Dels 11 establiments de servei als particulars que hi havia el 2009, 1 era una funerària, 1 autoescola, 3 fusteries, 1 electricista, 4 perruqueries i 1 restaurant.
L'únic establiment comercial que hi havia el 2009 era una floristeria.

## Equipaments sanitaris i escolars
El 2009 hi havia una escola elemental.

## Poblacions més properes
El següent diagrama mostra les poblacions més properes.